# Ranasan
Ranasam fou un estat tributari protegit a l'agència de Mahi Kantha, subdivisió de Rehwar, presidència de Bombai. Tenia una superfície de 78 km² i una població el 1872 de 5.329 habitants, el 1881 de 4.840 i el 1901 de 3.183. El nombre de pobles era de 19.
El sobirà era un rajput rehwar del clan paramara, descendent del raos de Chandravati (Chandrawati), prop de Mont Abu. El primer, Jaipal, va emigrar des de Chandravati a Harol a Mahi Kantha el 1227; a la tretzena generació el thakur Prithwi Raj es va traslladar a Ghorwdra quan va rebre una donació de terres a la rodalia; en el curs del temps les terres foren dividides entre diverses branques de la família. Ranasan fou fundada per Rajsinhji al segle XVII; El seu fill Sursinhji va dominar als bhils de Modasa i Prantij. El sobirà Waje Singh o Vajesinhji va morir el 1879 i el va succeir el seu fill adoptiu (un cosí de nom Kumar Shri Kishorsinhji Jiwatsinhji) com a thakur Hamir Singh o Hamrisinhji. Els seus ingressos s'estimaven en 1500 lliures i pagava un tribut de 37 lliures al Gaikwar de Baroda, de 75 al raja d'Idar i de 6 al govern britànic.

## Bandera
La bandera de l'estat era la tradicional rajput, rectangular en franges horitzontals de cinc colors que eren de dalt a baix: vermell, porpra, verd, blau i groc.

## Llista de thakurs
- Rajsinhji
- Sursinhji Rajsinhji
- Garibdasji Surinhji
- Adesinhji Garibdasji
- Bharatsinhji Adesinhji ? - 1768
- Khumansinhji Bharatsinhji 1768 - 1802
- Makansinhji Khumansinhji 1802 - 1828
- Raisinhji Makansinhji 1828 - 18?
- Lalsinhji Narsinhji 18? - 1842
- Sartansinhji Karansinhji 1842 - 18?
- Vajesinhji Sartansinhji 18? - 1879
- Hamirsinhji Vajesinhji 1879 - 1890
- Kishorsihji Jiwatsinhji 1890 - 1914
- Prathisinhji Fatehsinhji 1914 - 1917
- Takhatsinhji Fatehsinhji 1917 - 1938
- Jashwantsinhji Takhatsinhji 1938 - 1948 (+ 1964)